# Landauer Tor (Lauterbourg)

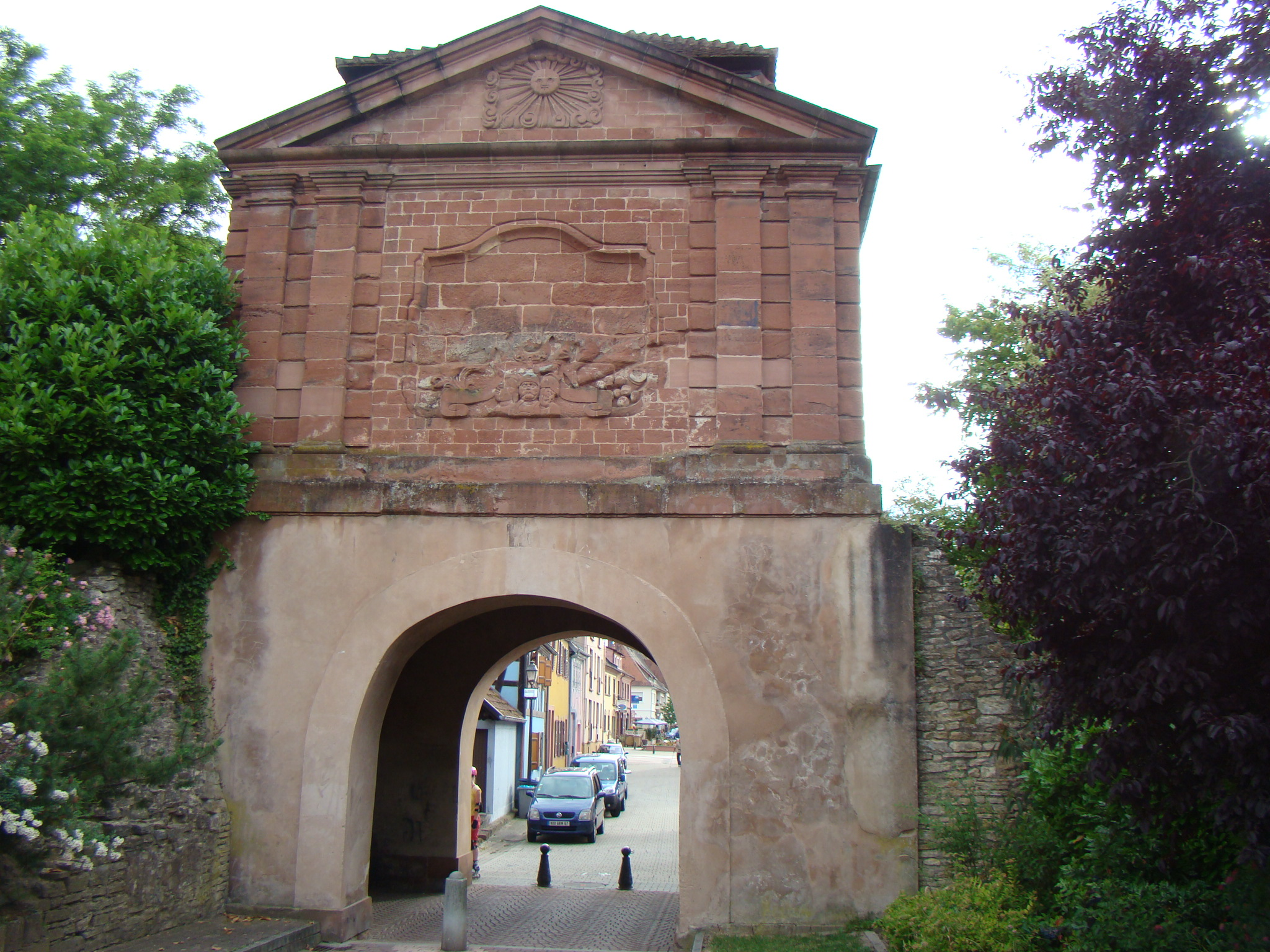
Landauer Tor in Lauterbourg

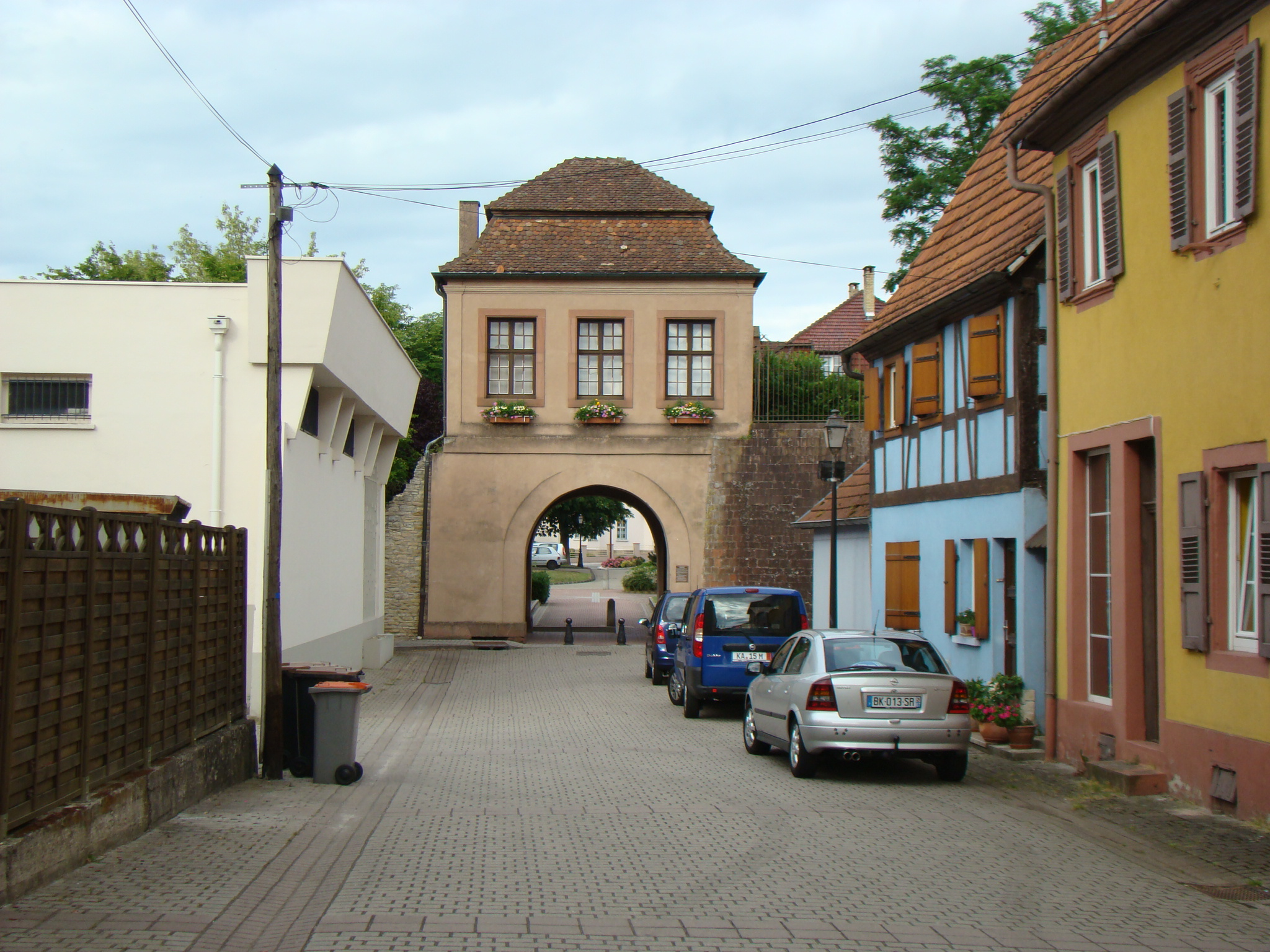
Ansicht von der Stadtseite

Das Landauer Tor (französisch Porte de Landau) in Lauterbourg im Elsass geht auf eine hochmittelalterliche Festungsanlage zurück und wurde 1706 zur Stadtwächterwohnung umgebaut. Das Landauer Tor ist als Baudenkmal (Monument historique) geschützt.
Das Bauwerk entstand als Festungsturm in der Mitte des 13. Jahrhunderts gemeinsam mit den weiteren Festungsbauwerken der Stadt und diente als Unterturm zur Verteidigung des östlichen Stadtzugangs. Bereits 1615 wurde eine Stube für den Turmwächter eingerichtet. Der eigentliche Turm wurde 1706 mit den meisten anderen Stadttürmen abgerissen, auf seinem Sockel wurde das jetzige Gebäude als Stadtwächterwohnung errichtet. Nach Osten hin schmückte einst das frühere Wappen Frankreichs das Gebäude, das 1792 durch eine Sonnenfigur, das heraldische Zeichen Ludwigs XIV., ersetzt wurde und von dem sich noch Fragmente erhalten haben. Von 1978 bis 1985 wurde das Gebäude renoviert.